# Лу (муніципалітет)
Лу (італ. Lu, п'єм. Lu) — муніципалітет в Італії, у регіоні П'ємонт, провінція Алессандрія.
Лу розташоване на відстані близько 480 км на північний захід від Рима, 65 км на схід від Турина, 15 км на північний захід від Алессандрії.
Населення — 1143 особи (2014).
Щорічний фестиваль відбувається 22 січня. Покровитель — San Valerio.

## Демографія
Населення за роками:

Станом на 31 грудня 2014 року в муніципалітеті офіційно проживало 57 іноземців з 17 країн, серед них 25 громадян країн Євросоюзу та 5 громадян України.

## Сусідні муніципалітети
- Каманья-Монферрато
- Концано
- Куккаро-Монферрато
- Мірабелло-Монферрато
- Оччим'яно
- Куарньєнто
- Сан-Сальваторе-Монферрато